# Distrito de Neuburg-Schrobenhausen
Neuburg-Schrobenhausen es uno de los 71 distritos en que está dividido administrativamente el Estado federado alemán de Baviera.

## Ciudades y municipios
| Ciudades                                 | Municipios                                                                                            | |
| ---------------------------------------- | --- | --- |
| 1. Neuburg del Danubio 2. Schrobenhausen | 1. Aresing 2. Berg im Gau 3. Bergheim 4. Brunnen 5. Burgheim 6. Ehekirchen 7. Gachenbach 8. Karlshuld | 1. Karlskron 2. Königsmoos 3. Langenmosen 4. Oberhausen 5. Rennertshofen 6. Rohrenfels 7. Waidhofen 8. Weichering |